# Charlotte Spencer
Charlotte Spencer, född 26 september 1991 i Harlow, Essex, är en brittisk skådespelare.
Spencer har bland annat medverkat i TV-serierna The Living and the Dead, Sanditon och The Gold.

## Filmografi (i urval)
- 2016 – The Living and the Dead (TV-serie)
- 2019–2022 – Sanditon (TV-serie)
- 2023 – The Gold (TV-serie)